# Ferrari 330P

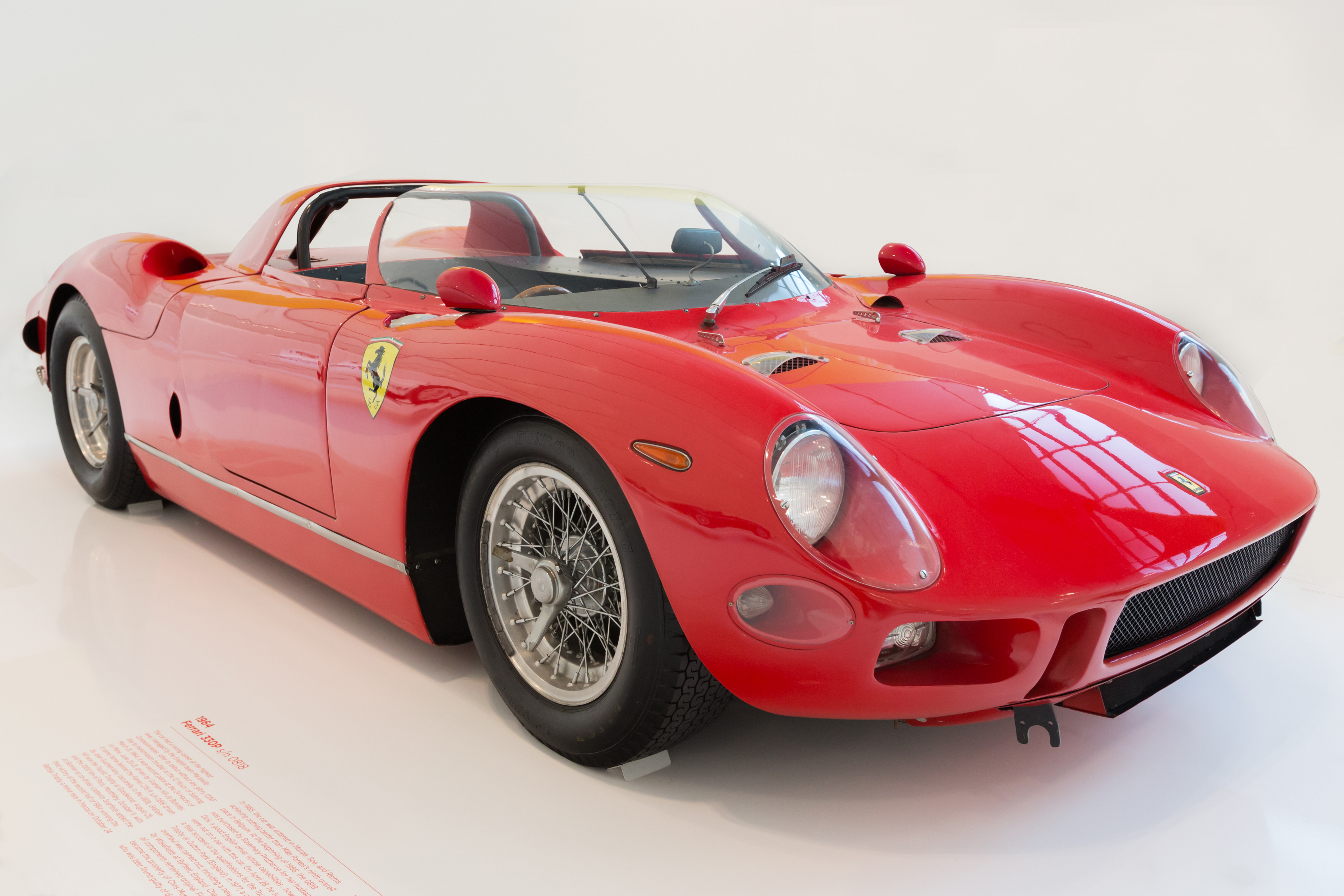
Ferrari 330P, Fahrgestell 0818

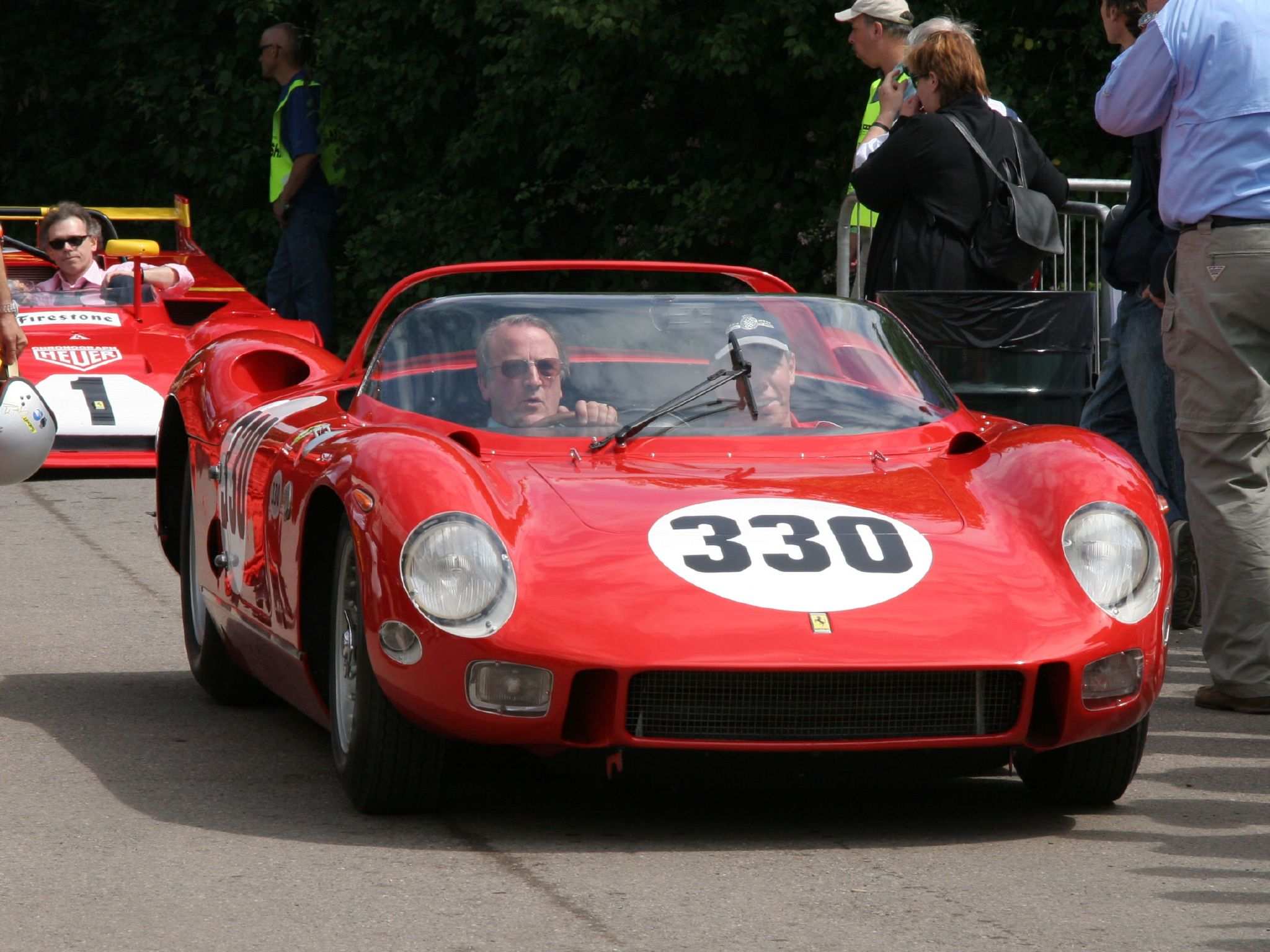
Ein 330P beim Goodwood Festival of Speed 2006

Der Ferrari 330P war ein Rennsportwagen, den die Scuderia Ferrari 1963 für Sportwagenrennen entwickelte.

## Entwicklungsgeschichte und Technik
Der erste Ferrari der 330P-Serie war aus dem Ferrari 250P entstanden. Der Unterschied lag in der Motorisierung. Während der 250P einen 3-Liter-V12-Motor hatte, wurde in den 330P der 12-Zylinder-Motor mit 3,9 Liter Hubraum eingebaut. Wie im 330LMB und im 330TRI wurde der Motorblock aus dem Ferrari 400 Superamerica übernommen und für den Rennsport angepasst. Die Zylinderköpfe, Kolben, der Ventiltrieb und die Trockensumpfschmierung wurden aus dem 250 Testa Rossa übernommen. Die Leistungsangaben sind je nach Quelle unterschiedlich und dürften im Bereich zwischen 370 und 390 PS gelegen haben.
1964 war der 330P das Pendant zum 275P. Fahrgestelle und Karosserien stimmten völlig überein. Einziges Unterscheidungsmerkmal war der Motor; im 275P hatte er 3,3 Liter Hubraum, im 330P waren es 3,9 Liter; mit 390 PS leistete er 20 PS mehr, machte den Wagen aber auch um 30 kg schwerer als das 275P-Modell.
Ferrari gab die Fahrgestelle 0810, 0818, 0820 und 0822 als Adaption des 275P an, das Fahrgestell 0814 als Pendant zum 250P.

## Renngeschichte
Zum ersten Mal wurde ein 330P im Juli 1963 beim Großen Preis von Silverstone. Gemeldet wurde der Wagen von der britischen Rennmannschaft Maranello Concessionaires, gefahren von Mike Parkes. Die Zielflagge sah der der Brite nach der schnellsten Trainingszeit wegen eines Motorschadens nicht. Das Rennen gewann Roy Salvadori auf einem Cooper T61 Monaco.
Den ersten Einsatz in der Sportwagen-Weltmeisterschaft gab es 1964 beim 12-Stunden-Rennen von Sebring. In Sebring wurde das Team aus Maranello seinen Favoritenrolle voll gerecht. Die Scuderia feierte einen überlegenen Dreifachsieg. Mike Parkes und Umberto Maglioli siegten vor ihren Typenkollegen Ludovico Scarfiotti und Nino Vaccarella (beide Teams bestritten das Rennen auf Ferrari 275P). Dritte wurden John Surtees – der aus der Pole-Position ins Rennen ging und die schnellste Rennrunde fuhr – und Lorenzo Bandini auf einem 330P (Fahrgestell 0822). Der Scuderia am nächsten kam das Shelby Cobra Daytona Coupe von Bob Holbert und Dave MacDonald. Die US-Amerikaner hatten im Ziel aber schon drei Runden Rückstand auf den dritten Rang und wurden Vierte. Zwei weitere 330P fielen aus. Der Maranello-Concessionaires-330P (Fahrgestell 0818) von Graham Hill und Joakim Bonnier hatte einen Getriebeschaden; Fahrgestell 0810 des North American Racing Team von Pedro Rodríguez und John Fulp musste nach einem Motorschaden vorzeitig abgestellt werden.
In Le Mans kamen die 330P auf die Plätze zwei (Maranello Concessionaires; gefahren von Hill/Bonnier) und drei (Werkswagen, gefahren von Surtees/Bandini). Der Gesamtsieg ging an Jean Guichet und Nino Vaccarella im Werks-275P. Den ersten Sieg mit dem Rennwagentyp feierte Graham Hill im August 1964 bei der zur Weltmeisterschaft zählenden RAC Tourist Trophy.
Es folgten Gesamtsiege beim Großen Preis von Kanada (Pedro Rodríguez), dem 1000-km-Rennen von Paris (Hill/Bonnier) und durch Ludovico Scarfiotti bei der Trofeo Bettoia.
330P wurden bis 1967 bei Sportwagenrennen gefahren, beim Werksteam 1965 durch die P2 ersetzt.

## Technische Daten
| Kenngrößen                    | Ferrari 330P                                                          |
| Motor                         | Viertakt-12-Zylinder-V-Motor (Mittelmotor)                            |
| Kühlung                       | Wasser mit Thermostat                                                 |
| Hubraum                       | 3967 cm³                                                              |
| Bohrung × Hub                 | 77 × 71 mm                                                            |
| Verdichtung                   | 8,8 : 1                                                               |
| Vergaser                      | 6 Weber-Doppelvergaser                                                |
| Leistung                      | 370 PS (272 kW) bei 7200/min                                          |
| Kraftübertragung              | Mehrscheiben-Trockenkupplung, 5-Gang-Getriebe, Hinterradantrieb       |
| Rahmen                        | Stahlrohrrahmen                                                       |
| Radaufhängung vorn und hinten | Lenkertrapez, Schraubenfedern, je 1 Stabilisator, Teleskopstoßdämpfer |
| Bremsen                       | hydraulisch betätigte Scheibenbremsen                                 |
| Spurweite vorn/hinten         | 1422/1414 mm                                                          |
| Radstand                      | 2400 mm                                                               |
| Reifengröße vorn/hinten       | 6.00–15/7.00–15                                                       |
| Länge × Breite × Höhe         | 4160 × 1670 × 1055 mm                                                 |
| Leergewicht (ohne Fahrer)     | 785 kg                                                                |
| Höchstgeschwindigkeit         | über 300 km/h                                                         |